# 로리카 세그멘타타

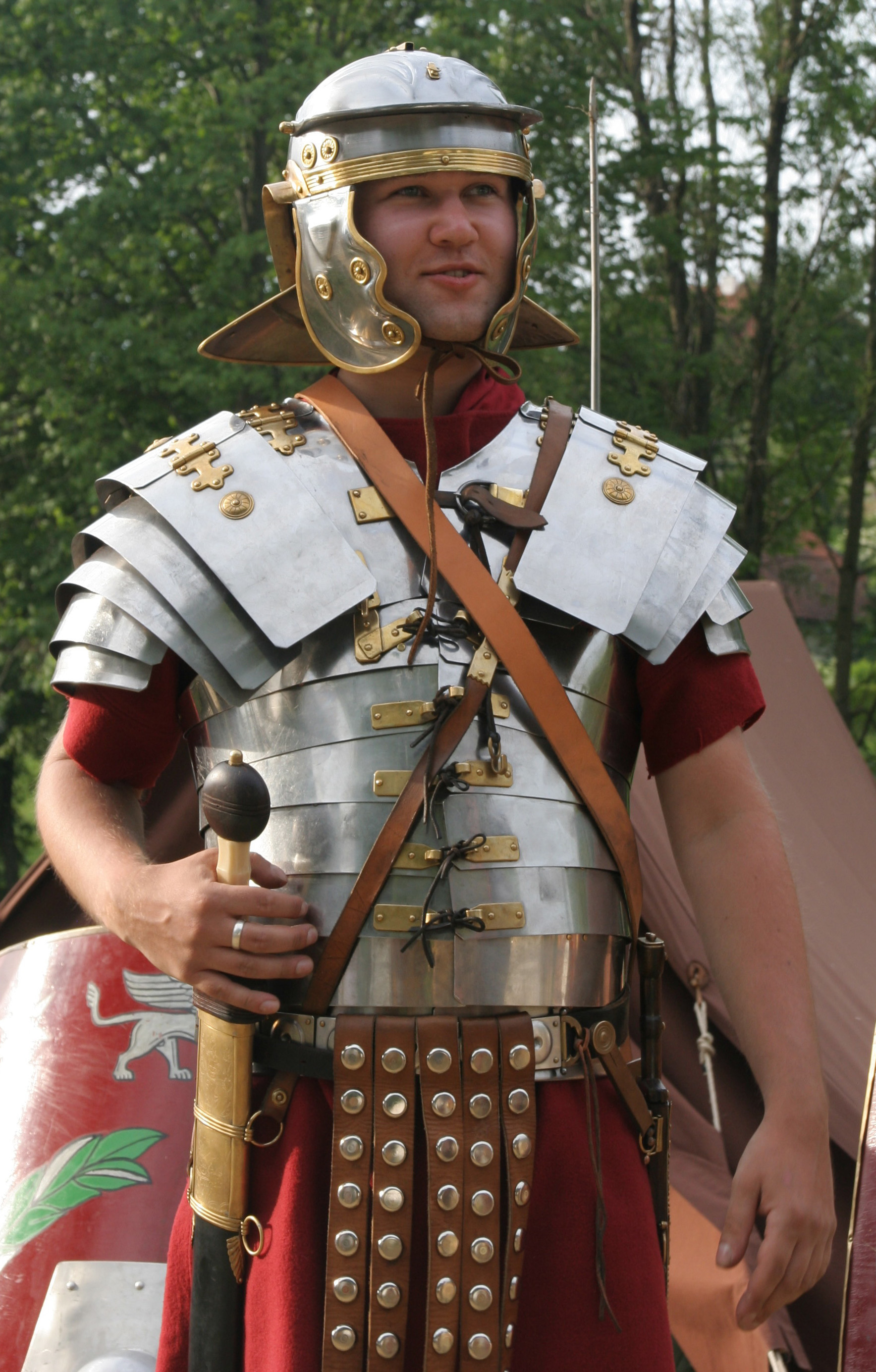

로리카 세그멘타타(라틴어: lorica segmentata)는 로마 제국의 군인들의 갑옷이다. 판갑 일종으로 여러 금속판을 안쪽에서 피혁 끈으로 고정했다. "로리카 세그멘타타"라는 이름은 16세기부터 불렸던 이름이며, 고대 로마 당시에 이 갑옷이 어떻게 지칭되었는지는 분명하지 않다. 당대 대부분의 무기에 상응한 방호력을 제공하였으나 제작 단가가 비싸고 착용감이 나쁘다는 단점이 있었다. 겹친 금속판 사이가 취약점이라고 할 수 있지만, 이 약점을 공격하려면 스쿠툼(방패)과 글라디우스로 무장한 군단병의 사거리(射距離) 안으로 진입해야 했으므로 충분히 대처할 수 있었다. 여러 개 금속판을 겹친 덕에 정면으로 들어온 무기가 아니면 공격을 흘려보내는 효과가 있었다.